# Higinio Del Toro Pérez
Higinio Del Toro Pérez (28 de enero de 1972, Zapotlán el Grande, Jalisco, México) es un político mexicano, actualmente diputado con licencia del Congreso de la Unión de México. Fue miembro en 2011 de la asociación de ciudadanos “Alianza Ciudadana” y desde el 2012 integrante del Partido Movimiento Ciudadano.

## Reseña biográfica
Estudió la licenciatura en informática en el Instituto Tecnológico de Ciudad Guzmán y cuenta con estudios de posgrado en ciencias computacionales el Instituto Tecnológico y de Estudios Superiores de Monterrey. 
Inició actividades políticas desde el 2012 como candidato a la presidencia municipal de Zapotlán El Grande, Jalisco, periodo en el que se desempeñó como regidor. En el 2015 fue Secretario General del Gobierno Municipal y, finalmente, Diputado Federal desde el 4 de diciembre del 2018 en la LXIV Legislatura en la Cámara de Diputados del H. Congreso de la Unión.
En la H. Cámara de Diputados es Secretario de la Comisión de Comunicaciones y Transportes, así como también integrante de las Comisiones de Deporte y Hacienda y Crédito Público.

## Distinciones
- Top 14 de las y los legisladores que más iniciativas presentaron (Lugar 10, diciembre del 2020)[9]